# Aïn Farès (distrito)
Aïn Farès é um distrito localizado na província de Mascara, Argélia, e cuja capital é a cidade de mesmo nome. A população total do distrito era de 24 858 habitantes, em 2008.[carece de fontes?]

## Comunas
O distrito é composto por duas comunas:
- Aïn Fares
- Mamounia